# Madeleine-Centre
Pour les articles homonymes, voir Madeleine.
Madeleine-Centre est un village de l'Est du Québec sur la rive nord de la péninsule gaspésienne entre Manche-d'Épée et Rivière-la-Madeleine. Le village fait partie, depuis 1916, de la municipalité de Sainte-Madeleine-de-la-Rivière-Madeleine.

### Source en ligne
1. ↑  stemadeleine.ca

- Commission de toponymie du Québec